# Lars Diedricson
Lars ”Dille” Diedricson, egentligen Didriksson, född 12 augusti 1961, i Biskopsgårdens församling, dåvarande Göteborgs och Bohus län, död 6 mars 2017 i Sävedalens distrikt i Partille, var en svensk låtskrivare. Han arbetade med eget produktionsbolag tillsammans med musikern, tillika svågern, Martin Hedström. Första bandet ut därifrån är Varbergstjejerna Face-84. Diedricson var även lärare vid Katedralskolan i Skaras specialutformade program "Music & Production".
Diedricson började skriva musik 1976. Tre år senare tog karriären fart med bandet Snowstorm som fick en stor hit med låten Sommarnatt. Han var medlem i Snowstorm mellan 1976 och 1980 samt 1983–1986. 2016 firade Snowstorm 40 år och hade två jubileumskonserter där Dille samt andra tidigare medlemmar deltog. 
Han var sångare i hårdrocksgruppen Don Patrol som gav ut två album, Don Patrol 1990 och A Wire, a Deal and the Devil 1992.

## Melodifestivalen
I egenskap av kompositör fick han med bidrag i Melodifestivalen ett antal gånger. Största tävlingsframgången i sammanhanget nåddes 1999 när hans, Gert Lengstrands och Marcos Ubedas Tusen och en natt ("Take Me to Your Heaven") vann Eurovision Song Contest i Israel.
Låtar, samt deras placeringar, som Lars ”Dille” Diedricson varit med att skriva till Melodifestivalen:
- 1999 - Tusen och en natt, Charlotte Nilsson - första plats
- 2001 - Allt som jag ser, Barbados - andra plats
- 2002 - No hay nada más, Javiera - sjätte plats
- 2004 - Som stormen, Sara Löfgren - sjunde plats
- 2004 - Älvorna, Sarek - utan placering
- 2005 - Ready For Me?, Rickard Engfors & Katarina Fallholm - utan placering
- 2006 - Jag ljuger så bra, Linda Bengtzing - sjunde plats
- 2008 - Alla gamla X, Face-84 - utan placering
- 2009 - Jag tror på oss, Scotts - utan placering
- 2010 - I Did It For Love, Jessica Andersson - åttonde plats
- 2011 - Vaken i en dröm, Elisabeth Andreassen
- 2012 - Don't Let Me Down, Lotta Engberg och Christer Sjögren